# Schmagi Bolkwadse
Schmagi Bolkwadse (georgisch შმაგი ბოლქვაძე; * 26. Juli 1994 in Chulo, Munizipalität Chulo, Adscharien, Georgien) ist ein georgischer Ringer.

## Karriere
Schmagi Bolkwadse der an der Georgischen Technischen Universität studierte, wurde 2014 Junioren- und 2017 U23-Weltmeister. Zudem gewann er bei den Olympischen Spielen 2016 die Bronzemedaille im Leichtgewicht. Bei den Ringer-Europameisterschaften konnte er bisher eine Silber- (2018) und eine Bronzemedaille (2016) gewinnen.